# Nikol Pashinyan
Nikol Vovayi Pashinyan (in armeno Նիկոլ Վովայի Փաշինյան?, Nikol Vovayi P’ašinyan; Ijevan, 1º giugno 1975) è un politico e giornalista armeno, Primo ministro dell'Armenia dal maggio 2018.

## Biografia
Nasce a Ijevan il 1º giugno 1975, figlio di Vova Pashinyan, allenatore di calcio e pallavolo e insegnante di educazione fisica e Svetlana, morta quando Nikol Pashinyan aveva 12 anni. Si è diplomato presso la Ijevan Secondary School N1 nel 1991, per studiare poi giornalismo all'università statale di Erevan dal 1991 al 1995 venendone però espulso poco prima della laurea per le sue critiche alla leadership dell'YSU.

## Carriera giornalistica

### Primi anni
Attivo sin dagli anni universitari, Nikol Pashinyan fonda nel 1998 il quotidiano Oragir, per mezzo del quale durante la campagna elettorale del 1999 muove aspre critiche al partito dell'allora ministro dell'interno, Serž Sargsyan, e al partito di unità nazionale, a guida Artashes Geghamyan, mantenendo invece una linea editoriale favorevole al movimento nazionale pan-armeno.
Nell'agosto 1999 Pashinyan viene condannato a un anno di reclusione dopo essersi rifiutato di pagare una multa di circa 25 000 dollari. Gli viene inoltre ordinato di ritirare le sue accuse, giudicate diffamanti, contro Serž Sargsyan e contro la società Mika-Armenia. Per ordine del tribunale le proprietà del quotidiano Oragir vengono confiscate e i conti bancari congelati, misure che hanno come conseguenza l'unanime condanna di attivisti per i diritti umani armeni e stranieri. Sotto la pressione nazionale e internazionale, Pashinyan ottiene una sospensione condizionale della pena di un anno.

### Editore dell'Haykakan Zhamanak
Con la chiusura dell'Oragir, diventa editore dell'Haykakan Zhamanak vicino al partito d'opposizione Patria Democratica, dell'ex primo ministro Petros Makeyan, rimanendo alla guida del giornale sino al 2012 quando viene eletto al parlamento.
Nel dicembre 1999 Pashinyan viene aggredito da un gruppo di persone guidate da un uomo d'affari locale accusato dal giornale edito da Pashinyan di corruzione.
Nel marzo 2002 viene indagato per calunnia ai danni di Hovhannes Yeritsyan, capo dell'agenzia nazionale dell'aviazione civile armena, a seguito di un articolo pubblicato sul giornale nel quale era riportata una foto di Yeritsyan corredata con una didascalia riportante la frase "ufficiali corrotti reclutati per il servizio civile." Le accuse ottengono condanna unanime da parte dei tre maggiori gruppi parlamentari, inclusi quelli pro-governativi. Il caso viene conseguentemente archiviato per mancanza di prove.
Il 22 novembre 2004 subisce un attentato di natura incendiaria ai danni della sua automobile, parcheggiata fuori dall'ufficio dell'Haykakan Zhamanak. A seguito dell'atto criminoso, Pashinyan lancia accuse nei confronti di Gagik Tsarukyan, oligarca e deputato vicino al presidente Robert Kocharyan, nonché vice presidente del comitato olimpico armeno, suggerendo che l'intimidazione fosse una rappresaglia per un "cartone animato dispregiativo" che si era fatto beffe delle scarse prestazioni degli atleti armeni alle Olimpiadi di Atene del 2004. Un'indagine della polizia ha immediatamente indicato un'apparente "rottura dei cavi della batteria dell'auto", mentre Tsarukyan ha negato qualsiasi coinvolgimento.

## Carriera politica

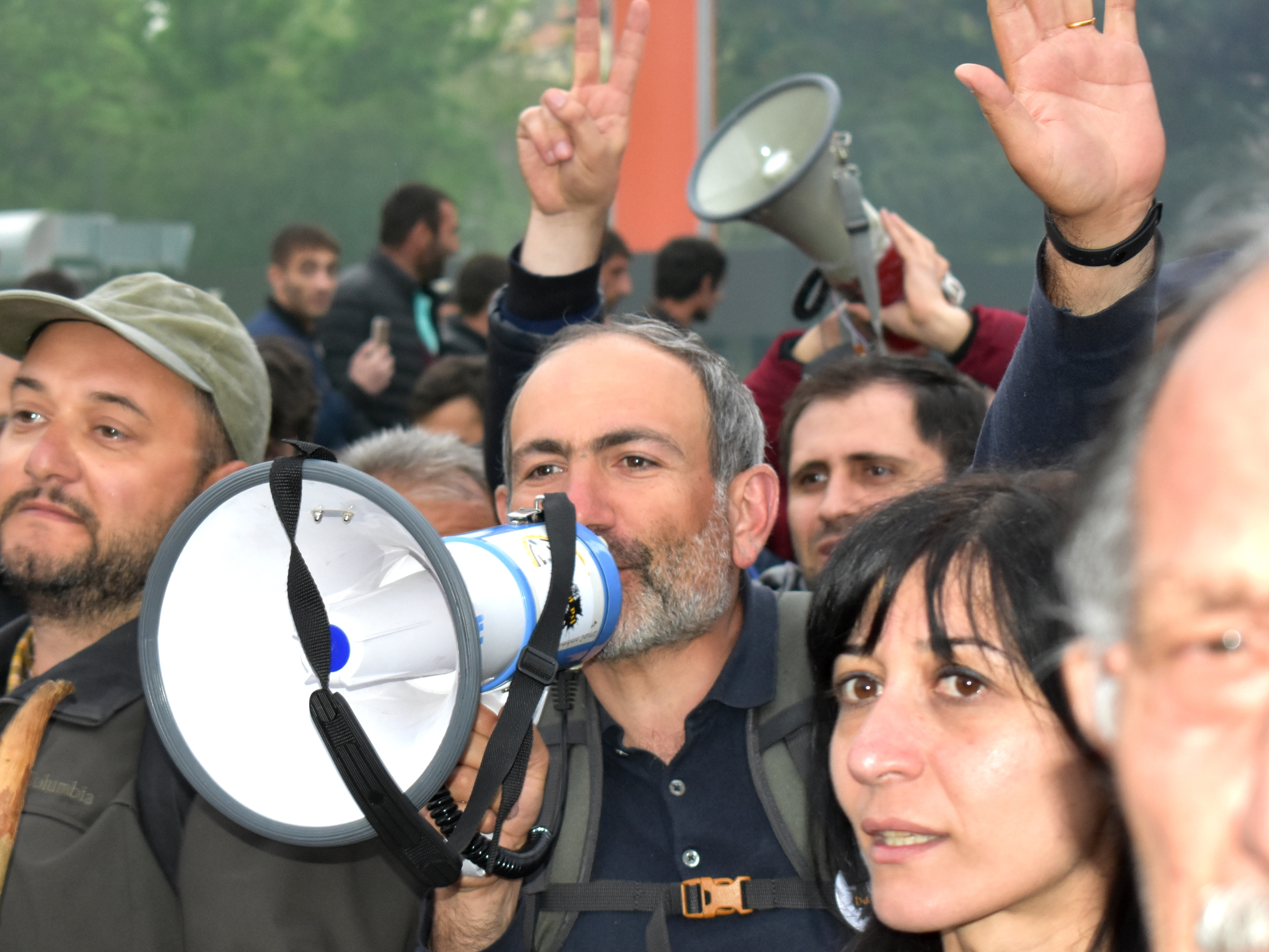
Nikol Pashinyan guida le proteste dell'aprile 2018

### Primi passi ed elezione al Parlamento armeno
In vista delle elezioni parlamentari del 2007, crea un movimento per la messa in stato d'accusa del presidente Robert Kocharyan e l'anno successivo, in vista di quelle presidenziali, manifesta la propria avversità all'elezione di Serž Sargsyan, vicino al presidente uscente, partecipando e guidando proteste di piazza che portano più volte al suo arresto. Nel marzo 2008 partecipa alle proteste popolari contro i risultati delle elezioni presidenziali armene dello stesso anno, vinte da Serž Sargsyan; durante tali proteste avvengono scontri tra polizia e manifestanti finiti con la morte di dieci persone. Accusato di aver organizzato disordini di piazza, dopo una breve latitanza di un anno conclusasi con la sua consegna alle autorità, viene condannato a sette anni di reclusione. Viene quindi rilasciato nel 2011 a seguito di un'amnistia.
Eletto una prima volta nelle elezioni legislative del 6 maggio 2012 nel parlamento armeno, è stato rieletto alle elezioni del 2017 tra le file del partito Contratto Civile, parte del gruppo Yelk arrivato terzo alle elezioni con il 7,78% dei voti.

### Capo dell'opposizione
Dopo il controverso referendum costituzionale del 2015 che ha consentito al presidente Serž Sargsyan di aggirare il limite di due mandati imposto al presidente della repubblica e con l'elezione di Sargsyan alla carica di primo ministro, nell'aprile 2018 Pashinyan invoca nuove proteste di piazza che culminano nella cosiddetta rivoluzione di velluto. Tra il 13 aprile e il 2 maggio decine di migliaia di persone occupano quotidianamente le strade di Erevan per chiedere le dimissioni del neoeletto primo ministro e l'insediamento di Pashinyan alla guida del paese. Dopo un incontro infruttuoso tra Sargsyan e Pashinyan, il 22 aprile, quest'ultimo viene arrestato. L'arresto di Pashinyan e di altri membri dell'opposizione causa un deciso incremento dell'intensità delle proteste, che portano infine alle dimissioni di Sargsyan che viene succeduto da Karen Karapetyan nelle vesti di primo ministro ad interim.
Rilasciato dopo 72 ore di detenzione e ottenuto l'appoggio dei principali partiti del paese, tra cui quello del partito di maggioranza dell'uscente Sargsyan, Pashinyan viene eletto primo ministro dell'Armenia l'8 maggio 2018.

### Primo ministro
Una settimana dopo dà vita al Governo Pashinyan I, ufficialmente in carica fino al 16 ottobre 2018 a seguito delle sue dimissioni. Nelle successive elezioni del 9 dicembre 2018, con una coalizione denominata Im Kayl ("il mio passo" in italiano) composta dal suo partito, Contratto Civile, e dal Partito La Missione, viene rieletto ottenendo una maggioranza del 70,4%.
Il 14 gennaio 2019 il Presidente della Repubblica Armen Sarkissian ha firmato il nuovo incarico effettivo di Pashinyan di Primo Ministro dell'Armenia e contestualmente quello di formare il governo.
Il 19 gennaio 2019 sono stati nominati con decreto del Presidente della Repubblica d'Armenia, Armen Sarkissian i ministri del Governo Pashinyan II.

### Seconda guerra del Nagorno-Karabakh
A seguito del riacutizzarsi delle attività belliche presso la linea di contatto dell'Artsakh il 27 settembre 2020, il governo armeno introduce la legge marziale e la mobilitazione generale.. Dopo 44 giorni di duri combattimenti e azioni militari da entrambe le parti, il 9 novembre, i rappresentanti dell'Armenia e dell'Azerbaigian firmano, grazie alla mediazione russa, un cessate il fuoco, il quale prevede la fine delle ostilità e pesanti decurtazioni territoriali ai danni dell'Armenia. In un discorso alla nazione Pashinyan definisce l'accordo quale mossa "indicibilmente dolorosa", difendendone allo stesso tempo l'attuazione come "miglior soluzione possibile alla situazione attuale". La mattina del 10 novembre centinaia di manifestanti armeni irrompono nell'edificio del Parlamento di Erevan in risposta agli ultimi sviluppi della crisi, invitando il governo a dimettersi e aggredendo fisicamente il presidente del Parlamento Ararat Mirzoyan.

### Il tentativo di colpo di Stato del 2021
Il 25 febbraio 2021 lo Stato Maggiore delle Forze Armate armene chiede formalmente a Pashinyan di dimettersi dalla carica di Primo Ministro, azione motivata dal licenziamento del primo vice capo di Stato Maggiore Tigran Khachatryan, dichiarato ufficialmente eroe nazionale ad ottobre, durante la guerra dell'Artsakh, radiato in seguito ad uno scontro con il premier sul mancato funzionamento dei missili Iskander di produzione russa, utilizzati nell'ambito del conflitto. Pashinyan ha denunciato un tentativo di colpo di Stato da parte dell'esercito, disponendo il licenziamento del capo di Stato Maggiore Onik Gasparyan e radunando i suoi sostenitori in una manifestazione di supporto al governo nella capitale, con una partecipazione di 20.000 persone.

## Politica estera
La politica estera di Nikol Pashinyan si è distinta per un progressivo allontanamento dalla Russia di Vladimir Putin e una maggiore apertura verso l'Occidente, in risposta a cambiamenti geopolitici e alle esigenze di sicurezza nazionale.

### Russia e il CSTO

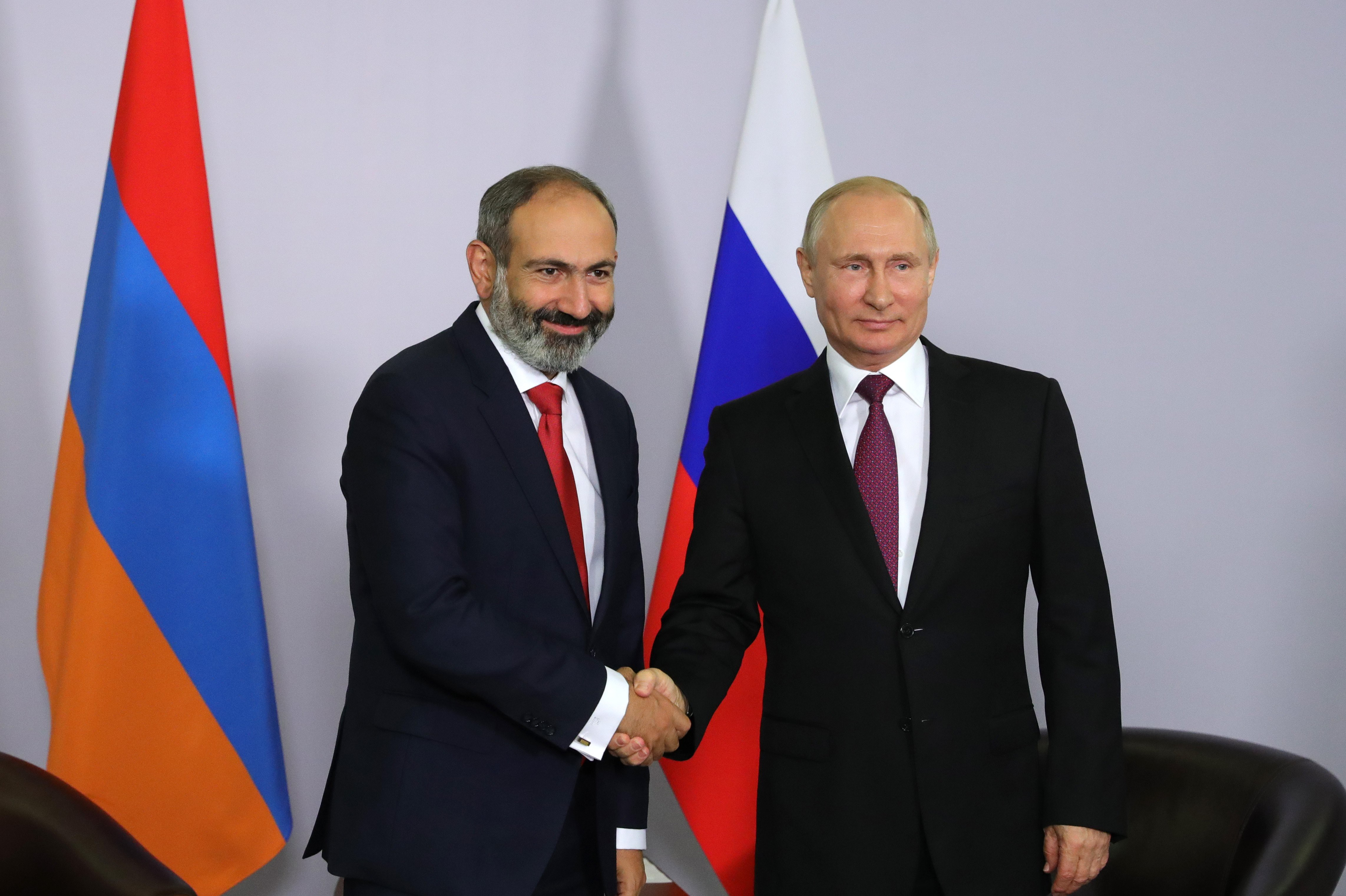
Pashinyan con Vladimir Putin

Il governo di Pashinyan ha criticato apertamente la mancata assistenza della Russia durante le crisi con l'Azerbaigian, in particolare durante la seconda guerra nel Nagorno Karabakh nel 2020 e l'escalation del 2023. Nel 2024, l'Armenia ha annunciato l'intenzione di ritirarsi dal CSTO (Organizzazione del Trattato di Sicurezza Collettiva), accusando l'alleanza di non aver rispettato i propri obblighi di difesa reciproca. Inoltre, il paese ha ridotto la presenza di forze russe sul proprio territorio, incluso il ritiro dei controlli di confine gestiti da Mosca.

### Europa e USA

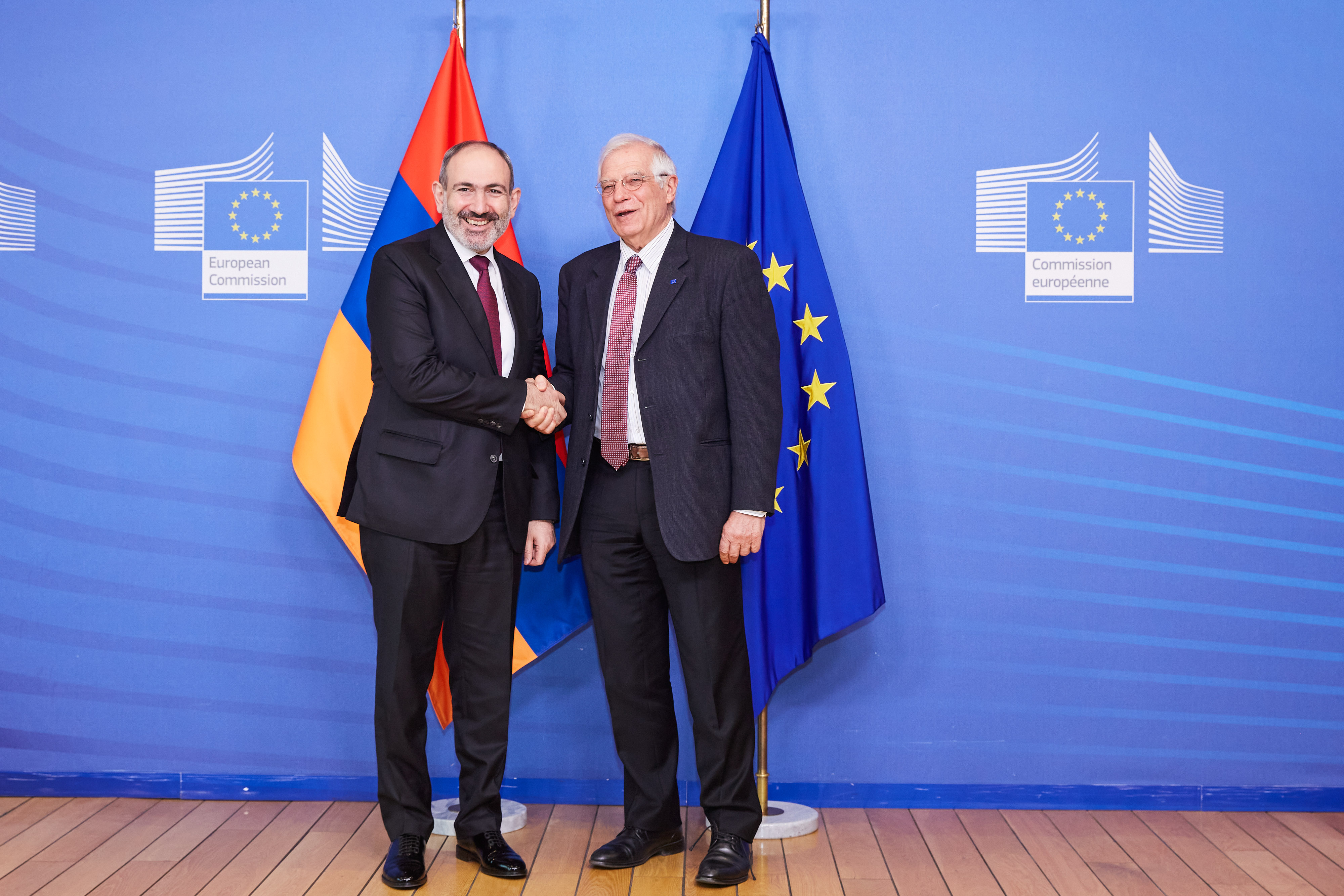
Pashinyan con Joseph Borrel

Sotto Pashinyan, l'Armenia ha rafforzato le relazioni con l'Unione Europea e gli Stati Uniti. Il paese ha aderito alla Corte Penale Internazionale nel 2023, nonostante le minacce russe, e ha avviato esercitazioni militari congiunte con forze statunitensi. Pashinyan ha anche avviato un dialogo interno sull'eventualità di un'adesione all'UE, sostenendo un'ulteriore integrazione economica e politica con l'Occidente. La Francia, in particolare, è diventata un partner strategico per la sicurezza armena.

### Azerbaigian

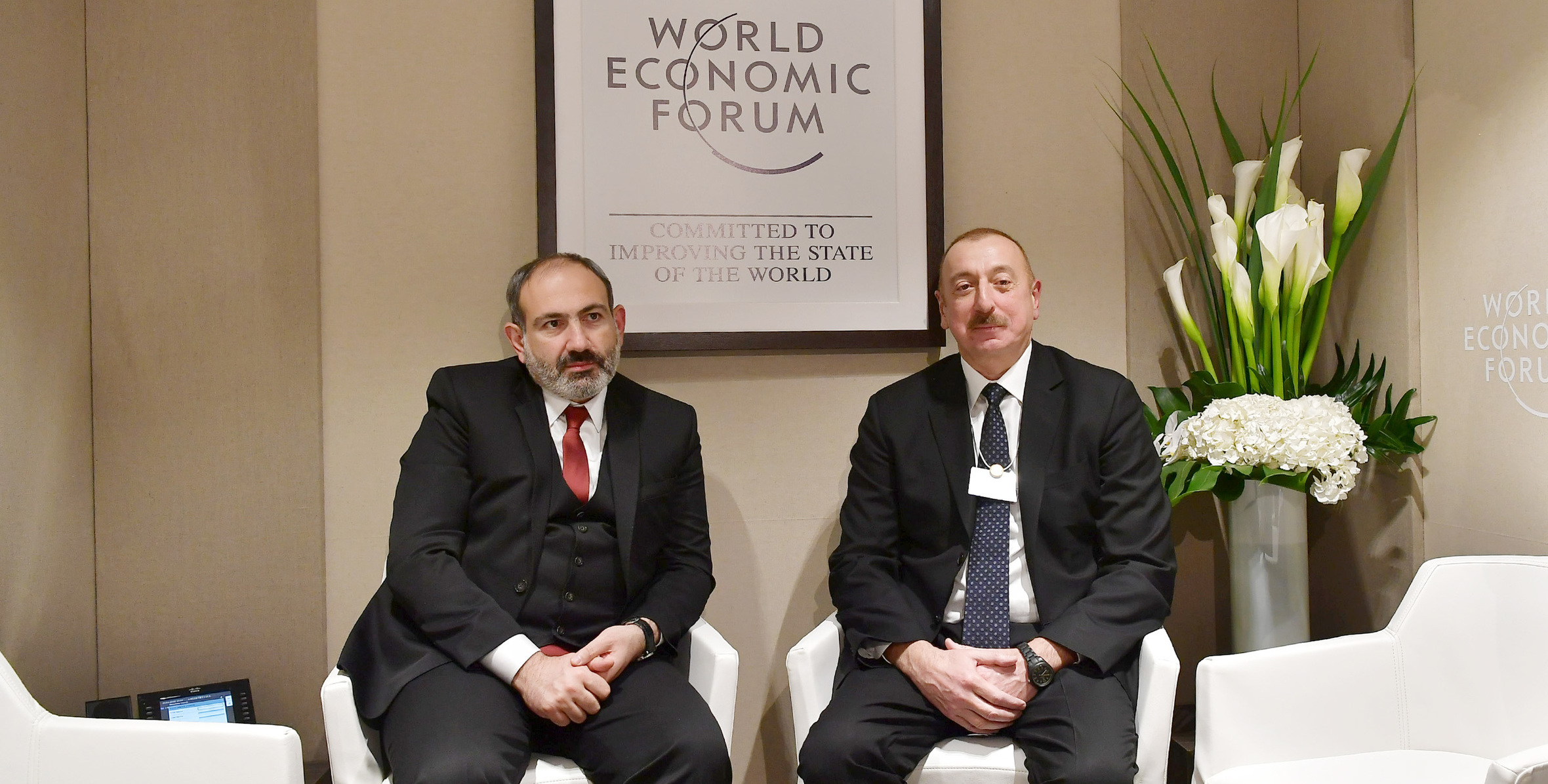
Pashinyan con il presidente azero İlham Əliyev

Le relazioni con l'Azerbaigian rimasero tese a seguito dei conflitti attorno alla regione contesa del Nagorno Karabakh.
Nel 2023, durante l'offensiva azera nel Nagorno Karabakh, il governo di Pashinyan non si oppose in modo attivo all'offensiva dell'Azerbaigian, che portò alla ripresa del controllo dell'intera regione da parte di Baku. Questa posizione causò una forte reazione di una parte dell'opinione pubblica armena, che accusò Pashinyan di "abbandono" degli armeni del Karabakh e, in alcuni casi, di promuovere un atteggiamento "filo-ottomano".
Le accuse si intensificarono a seguito dello sfollamento di circa 100.000 armeni dalla regione, un evento che segnò la fine della presenza armena storica in quell'area. Nonostante ciò, Pashinyan continuò a promuovere colloqui diretti con l'Azerbaigian, sostenendo che la pace fosse l'unico percorso sostenibile per l'Armenia.

### Turchia
Sotto la leadership di Pashinyan, l'Armenia tentò di normalizzare i rapporti con la Turchia attraverso negoziati diretti, un processo che segnò un cambiamento significativo rispetto alle politiche dei governi precedenti. Tuttavia, i risultati furono limitati, con pochi progressi concreti su questioni storiche e geopolitiche, tra cui il riconoscimento del genocidio armeno e il ruolo della Turchia nel conflitto del Karabakh.

## Vita privata
Pashinyan convive con Anna Hakobyan, una giornalista che ha incontrato alla YSU. Hanno tre figlie e un figlio. È caporedattrice di Haykakan Zhamanak dal 2012.  Pashinyan e Hakobyan non sono ufficialmente sposati, né hanno celebrato una cerimonia in chiesa. Pashinyan ha dichiarato che spera che un giorno possano sposarsi in una chiesa apostolica armena. Il loro figlio, Ashot, si è offerto volontario per prestare servizio nell'Artsakh (Karabakh) nel 2018 e di nuovo nell'ottobre 2020 durante la seconda guerra del Nagorno Karabakh del 2020.
Pashinyan ha detto che lui e la sua famiglia aderiscono alla Chiesa apostolica armena. "Bisogna visitare di tanto in tanto la Santa Sede di Etchmiadzin. Questo è anche il luogo più conveniente per riflettere sul passato e sul futuro", ha affermato. Oltre all'armeno nativo, Pashinyan parla russo, inglese, e francese.
Nel giugno 2020, ha annunciato che lui e tutta la sua famiglia hanno contratto il COVID-19 e si sono isolati presso la residenza del Primo Ministro durante la pandemia.
Durante la campagna per le elezioni parlamentari armene del 2021, Pashinyan ha avanzato un'offerta per scambiare suo figlio Ashot con tutti i prigionieri di guerra armeni detenuti in Azerbaigian. Lo scambio non è mai stato effettuato.